# Diachasma peritum
Diachasma peritum är en stekelart som först beskrevs av Cockerell 1921.  Diachasma peritum ingår i släktet Diachasma och familjen bracksteklar. Inga underarter finns listade i Catalogue of Life.